# Riccardo Dei Rossi
Riccardo Dei Rossi (Trieste, 6 de febrero de 1969) es un deportista italiano que compitió en remo.
Participó en tres Juegos Olímpicos de Verano, obteniendo una medalla de plata en Sídney 2000, en la prueba de cuatro sin timonel, el octavo lugar en Barcelona 1992 y el sexto en Atlanta 1996, en la misma prueba.
Ganó cuatro medallas en el Campeonato Mundial de Remo entre los años 1994 y 1999.

## Palmarés internacional
| Juegos Olímpicos   | Juegos Olímpicos              | Juegos Olímpicos  | Juegos Olímpicos   |
| Año                | Lugar                         | Medalla           | Prueba             |
| ------------------ | ----------------------------- | ----------------- | ------------------ |
| 2000               | Sídney (Australia)            | Medalla de plata  | Cuatro sin timonel |
| Campeonato Mundial |                               |                   |                    |
| Año                | Lugar                         | Medalla           | Prueba             |
| 1994               | Indianápolis (Estados Unidos) | Medalla de oro    | Cuatro sin timonel |
| 1995               | Tampere (Finlandia)           | Medalla de oro    | Cuatro sin timonel |
| 1998               | Colonia (Alemania)            | Medalla de bronce | Cuatro sin timonel |
| 1999               | St. Catharines (Canadá)       | Medalla de bronce | Cuatro sin timonel |